# Гаршинська сільська рада
Га́ршинська сільська рада (рос. Гаршинский сельский совет) — сільське поселення у складі Курманаєвського району Оренбурзької області Росії.
Адміністративний центр та єдиний населений пункт — село Гаршино.

## Населення
Населення — 276 осіб (2019; 371 в 2010, 498 у 2002).